# 석정여자고등학교 (강원)
석정여자고등학교(石正女子高等學校)는 대한민국 강원특별자치도 영월군 영월읍 하송리에 있는 사립 고등학교이다.

## 학교 연혁
- 1961년 5월 11일 : 학교법인 석정학원 설립 인가
- 1963년 12월 14일 : 석정여자고등학교 설립인가(3학급)
- 1964년 3월 2일 : 영월읍 영흥리 954에서 개교, 초대 장기영 이사장 취임
- 1971년 7월 5일 : 영월읍 하송리 318번지로 교사 신축 이전
- 1971년 12월 21일 : 석정여자종합고등학교로 교명 변경 인가
- 1992년 12월 31일 : 본관 신축 공사 완공
- 1999년 7월 19일 : 신관(교무실 포함 특별실 등 12실) 준공
- 2006년 8월 24일 : 석정여자고등학교로 교명 변경
- 2020년 7월 21일 : 1학년 학과 조절 인가(보통과 3, 관광경영과 1, 비즈니스정보과 1)
- 2021년 1월 8일 : 제55회 졸업식(졸업생 총수 12,626명)
- 2021년 2월 17일 : 제7대 선우연 이사장 취임
- 2022년 10월 1일 : 제9대 이백기 교장 취임

## 설치 학과
- 관광경영과
- 일반학과
- 비지니스정보과

## 참고 자료
- 석정여자고등학교 - 한국교육학술정보원 학교알리미